# Mykwa w Birczy

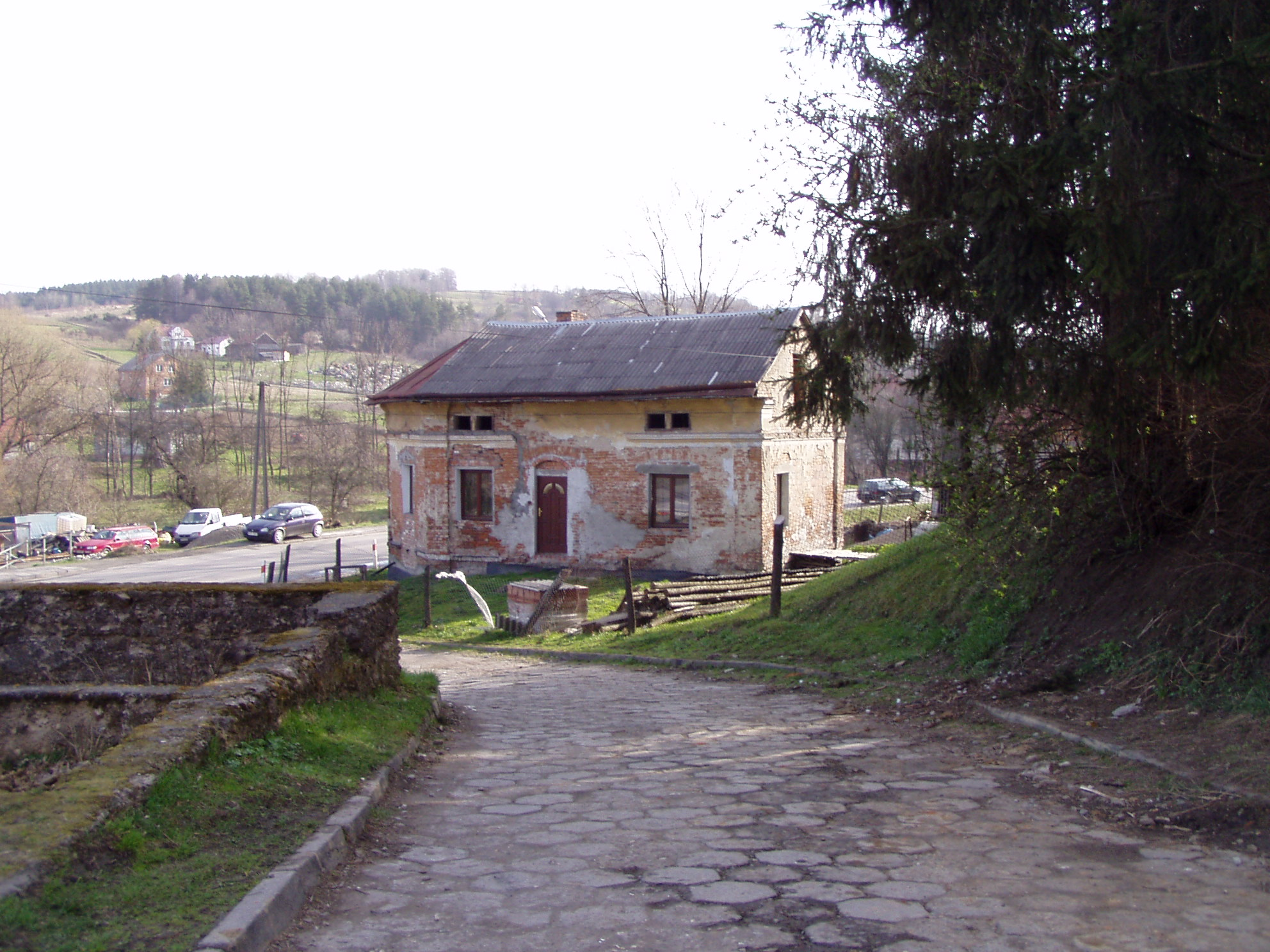
Budynek dawnej mykwy w Birczy

Mykwa w Birczy – budynek mykwy znajdujący się w Birczy.
Mykwa została zbudowana najprawdopodobniej w XIX wieku. Jest budynkiem parterowym z poddaszem nakrytym dwuspadowym dachem. Obiekt był pierwotnie otynkowany.